# Salvia divinorum
Salvia divinorum е психоактивно растение с дисоциативни свойства от рода Салвия, към които принадлежи и градинският чай (Salvia officinalis).
Растението се използва хилядолетия наред от шаманите в Мексико, поради своето силно въздействие на съзнанието. Главната психоактивна съставка се нарича салвинорин А (Savlinorin A). По мощност може да се сравни с ЛСД и псилоцибинови гъби, но има друг тип действие върху нервната система и като съставни елементи и протичане на „пътуването“ се родее по-скоро с твърде мощните преживявания предизвиквани от ДМТ и аяхуаска. Салвинорин А е агонист на капа-опиоидните рецептори, и е единствената природна съставка, с такова действие.
Растението се приема чрез дъвчене, пушене или като тинктура. Ефектите варират от смях и еуфория до силно изменени състояния на съзнанието. Трайността на ефектите при пушене е много кратка, до няколко минути. Субективните преживявания може да са „безкрайни“, и много зависят от концентрацията на растението. На пазара има от Салвия – 5, до Салвия – 35, като числото обозначава на колко грама „обикновена“ Салвия се равнява концентрата. Именно концентратът е най-честият причинител на свръх-интензивните преживявания.
Растението не е токсично и употребата му не предизвиква зависимост.

## Характеристика
Растението е високо повече от метър, с кухо стебло, големи зелени листа и бели цветове. За разлика от другите представители на рода Салвия, това растение произвежда малко на брой семена, които рядко покълват.
То се среща рядко в природата, където расте свободно, и затова съществуват предположения, че този вид Салвия е култивиран и разпространяван целенасочено от мексиканските индианци. Растението се счита за хибрид, въпреки че родителските му видове не са открити.

## Ефекти
- неконтролируем смях
- минали спомени, отдавна забравени чувства и личностти, посещаване на места от детските спомени
- усещане за движение или разпъване и изкривяване от енергии
- видения във формата на двуизмерни повърхности
- сливане или превръщане в обекти (например дърво, скала, постройка)
- усещане за пребиваване в две или повече реалности, чувство за пребиваване на различни места едновременно
- разпад на реалността
- поява на магически/извънземни създания
- изживяване на един или повече чужди животи
- престой в рай, ад или чистилище
- усещане на космическо безсмислие
- силен ужас
- контакт с божества или дяволи
- на не малко редовни употребяващи е персонификация на самото растение – „дамата“